# Старый Просвет
Старый Просвет — посёлок в Кетовском районе Курганской области. Административный центр Старопросветского сельсовета.

## История
До 1917 года входил в состав Введенской волости Курганского уезда Тобольской губернии. По данным на 1926 год кордон Просвет состоял из 14 хозяйств. В административном отношении входил в состав Рябковского сельсовета Курганского района Курганского округа Уральской области.

## Население
| 1989 | 2002  | 2010  |
| ---- | ----- | ----- |
| 1180 | ↘1108 | ↘1106 |

По данным переписи 1926 года на кордоне проживало 92 человека (57 мужчин и 35 женщин), в том числе: русские составляли 100 % населения.